# Guajira (Zulia)
Guajira (anteriormente denominado Páez) é um município da Venezuela localizado no estado de Zulia.
A capital do município é a cidade de Sinamaica.